# Babel Rising
Pour les articles homonymes, voir Babel.
Babel Rising est une série de jeux vidéo. L'histoire est axée sur la légende de la tour de Babel, où Dieu déchaîne ses pouvoirs contre des païens essayant de construire une tour pour l'atteindre. Le but est que la tour n'atteigne jamais les cieux. Le joueur incarne Dieu en utilisant ses pouvoirs pour tuer des ouvriers et détruire la tour qu'ils sont en train de construire. Le jeu a été conçu par l'équipe française de la société White Birds Productions, puis ultérieurement par la société Mando Productions (regroupant une partie des mêmes créateurs).
Elle se compose de trois épisodes en 2D édités par Bulkypix (Babel Rising, Babel Rising: Cataclysm et un spin-off sous la forme d'un jeu de type runner, Babel Running) et d'un opus en 3D édité par Ubisoft (Babel Rising 3D).

## Univers
Le jeu est inspiré d’un contexte biblique traité de manière fantaisiste. Au temps de la construction de Babylone, les humains construisent une tour pour atteindre les Cieux, et font preuve d’une arrogance supposée agacer Dieu -le joueur.
L’action se déroule dans une Babylone imaginaire, et reprend différents monuments et lieux associés à cette civilisation. Le jeu ne se prend pas au sérieux et ne se préoccupe pas de l’exactitude des faits.  Les ouvriers peuvent ainsi construire la Tour de Babel, la Porte d’Ishtar, les Jardins suspendus de Babylone, mais aussi des bâtiments plus fantaisistes comme une statue géante.
Les personnages mis en scène dans le jeu sont les ouvriers que le joueur n’a de cesse de détruire, alors qu’ils poursuivent la construction de la tour. À la manière des Lemmings, les ouvriers ne semblent pas faire attention à leur environnement et essaient d’accomplir leur mission coûte que coûte, même si pour cela ils doivent traverser un mur de feu.
Selon les versions, le joueur peut aussi faire face à des prêtres protecteurs qui contrent ses pouvoirs, ou encore des tours de siège que les ouvriers accolent à la tour.
Le seul personnage nommé de la série, le roi Nabu, fait référence à Nabuchodonosor II, célèbre pour les travaux que Babylone a accompli sous son règne. Nabu est présenté comme un tyran de l’ombre, le plus arrogant des humains, et celui qui ordonne les constructions qui courroucent le joueur. Il est mentionné, mais jamais représenté dans le jeu, et le joueur n’a jamais l’occasion de l’éliminer personnellement.

## Système de jeu

### Généralités
Le principe de Babel Rising est d’empêcher la tour de se construire. L’objectif est donc de survivre un maximum de temps. Le jeu propose également des missions dans lesquelles des conditions de victoire sont requises, telles qu’éliminer un certain nombre d’adversaires.
Le gameplay de la série Babel Rising est un mélange d’action et de gestion des ressources : les pouvoirs divins. Le joueur dispose d’une panoplie de pouvoirs qu’il peut lancer à l’endroit de son choix, sa limitation étant le temps de recharge de chaque pouvoir. Plus les pouvoirs se chargent, et plus ils deviennent puissants, ce qui crée des choix tactiques et oblige les joueurs à prendre des risques pour maximiser leur gains.
S’il est facile au début du jeu de détruire tous les ouvriers qui approchent, au fil de la progression, il devient de plus en plus délicat de choisir le bon moment pour lancer chaque pouvoir. Tôt ou tard, le joueur se retrouve débordé, et la tour progresse lentement jusqu’au game over.
Les jeux de la série Babel Rising proposent un système de combo, qui permet d’accumuler des scores plus importants. Cela contribue à la durée de vie du jeu, en créant une compétition pour la première place. Toutes les versions disposent de classements en ligne, permettant de comparer ses scores avec les autres joueurs dans le monde.

### Pouvoirs
Au cours d’une partie, seuls six pouvoirs peuvent être utilisés. Le jeu en propose davantage, c’est au joueur de faire son choix avant de lancer la partie. 
Selon les versions, différents pouvoirs sont disponibles, à la croisée entre les récits bibliques et les cartoons. 
Listes des pouvoirs dans la première version
- Doigt de Dieu
- Eclair infernal
- Foudre
- Buisson ardent
- Tornade
- Tsunami
- Météorites
- Tremblement de terre
- Œil de Dieu

## Histoire du développement
Au départ de la conception, les managers de White Birds Productions (puis Mando Productions) Michel Bams et Olivier Fontenay souhaitaient faire un god game simple et rapide, sur smartphones. Il s'intéressaient également à l'idée de réaliser un principe de Tower Défense. L'idée initiale était une série de jeux nommée "Les Aventures de Dieu". La première idée retenue a été celle de la Tour de Babel...
Les jeux de la série Babel Rising ont été développées en utilisant le moteur Shiva, développé par la société Stonetrip. La musique originale du jeu a été composée par Philippe Saisse.

## Épisodes

### Babel Rising
Babel Rising est un jeu vidéo d'action conçu et réalisé par  White Birds Productions et Mando Productions. Ses différentes versions ont été éditées et distribués par plusieurs éditeurs (principalement Bulkypix)
Le jeu a reçu des critiques très positives de la presse notamment Jeuxvideo.com qui le qualifie de « must-have simple et addictif » (17/20) et Pocket Gamer France qui trouve l'univers « attachant » (7/10).
| Pays       | Meilleur classement Appstore toutes applications confondues |
| ---------- | ----------------------------------------------------------- |
| France     | 1                                                           |
| Italie     | 1                                                           |
| Russie     | 2                                                           |
| Espagne    | 2                                                           |
| Chine      | 2                                                           |
| Allemagne  | 3                                                           |
| Brésil     | 5                                                           |
| États-Unis | 6                                                           |

### Babel Running
Babel Running est un jeu vidéo de plates-formes développé par Mando Productions et édité par Bulkypix, sorti en 2012 sur iOS  et Android. Ce spin-off change la perspective du jeu en proposant à l'utilisateur d'incarner un ouvrier devant éviter les obstacles divins qui entravent sa course. Il s'agit d'un jeu à défilement latéral.

### Babel Rising 3D
Babel Rising 3D est un jeu vidéo d'action développé par Mando Productions et édité par Ubisoft, sorti en 2012 sur de nombreuses plates-formes.
- Gamekult : 5/10[5]
- IGN : 5/10[6]
- Jeuxvideo.com : 12/20[7]
- Nintendo Life : 3/10[8]

### Babel Rising: Cataclysm
Babel Rising: Cataclysm est un jeu vidéo d'action développé par Mando Productions et édité par Bulkypix, sorti en 2012 sur iOS et Android.